# Live in Frankfurt: Unfassbar, unvergleichbar, unvergesslich
Live in Frankfurt: Unfassbar, unvergleichbar, unvergesslich – Zwei Tage in der Ewigkeit ist das vierte Live- und Videoalbum der Südtiroler Deutschrock-Band Frei.Wild. Es erschien am 28. März 2014 über das Label Rookies & Kings als Box-Set mit DVD und CD. Am gleichen Tag wurde auch das Live-Album Auf stiller Fahrt von Frei.Wild veröffentlicht.

## Inhalt
Das Album enthält Videomitschnitte von Auftritten der Band an zwei aufeinanderfolgenden Tagen im Jahr 2013 in der Frankfurter Festhalle.

## Covergestaltung
Das Albumcover zeigt den mit Fans gefüllten Innenraum der Frankfurter Festhalle kurz vor Beginn des Frei.Wild-Konzerts, mit Blick auf die leere Bühne. Im oberen Teil des Bildes stehen der typische Frei.Wild-Schriftzug sowie der Titel - Live in Frankfurt - in Weiß. Am unteren Bildrand befinden sich die weißen Schriftzüge Unfassbar – Unvergleichbar – Unvergesslich und Zwei Tage in der Ewigkeit.

## Titelliste
| CD 1 1. Intro – 1:31 2. Für immer Anker und Flügel – 3:13 3. Verdammte Welt – 3:47 4. Irgendwer steht dir zur Seite – 4:02 5. Schenkt uns Dummheit, kein Niveau – 4:13 6. Lügen und nette Märchen – 4:13 7. Es gibt nicht nur den einen Weg – 4:46 8. Zeig große Eier und ihnen den Arsch – 3:58 9. Was du liebst, lass frei – 4:44 10. Unendliches Leben – 4:35 11. Weiter immer weiter – 3:59 12. Immer höher hinaus – 15:54 13. Outro – 1:38 14. Mehr als 1000 Worte (Backstage) – 6:39 15. Kick Ass vs. Arschtritt (Backstage) – 4:21 DVD 1 1. Live in Frankfurt – Doku Teil 1 2. Konzert – Still 3. Konzert – Backstage 4. Live in Frankfurt – Doku Teil 2 | CD 2 1. Intro – 1:32 2. Wir reiten in den Untergang – 3:18 3. Hoch hinaus – 3:05 4. Frei.Wild – 3:19 5. Wer nichts weiß, wird alles glauben – 3:58 6. Allein nach vorne – 4:55 7. Die Zeit vergeht – 5:17 8. Wer weniger schläft, ist länger wach – 3:54 9. Südtirol – 5:00 10. Feinde deiner Feinde – 3:29 11. Weil du mich nur verarscht hast – 4:32 12. Zieh mit den Göttern – 4:27 13. Niemand – 3:36 14. Stück für Stück – 4:31 15. Das Land der Vollidioten – 4:41 16. Feuer, Erde, Wasser, Luft – 4:27 17. Intro – 1:42 18. Kick Ass vs. Arschtritt – 4:31 19. Wir gehen wie Bomben auf euch nieder – 3:15 20. Sieger stehen da auf, wo Verlierer liegen bleiben – 4:19 21. Danke für all die ganzen Jahre – 4:41 DVD 2 1. Live in Frankfurt – Doku Teil 3 2. Konzert – Laut 3. Live in Frankfurt – Doku Teil 4 |

## Chartplatzierungen
Das Album stieg in der 16. Kalenderwoche des Jahres 2014 auf Platz 2 in die deutschen Charts ein und hielt sich sechs Wochen in den Top 100. Durch den Charteinstieg auf Position 2 und dem gleichzeitigen Charteinstieg von Auf stiller Fahrt auf Rang 5, gelang Frei.Wild als dritter Band der Chartgeschichte, nach Guns N’ Roses und Fettes Brot, ein doppelter Charteinstieg in den deutschen Album-Top-Ten innerhalb der ersten Verkaufswoche.

## Rezeption
| Professionelle Bewertungen | Professionelle Bewertungen |
| -------------------------- | -------------------------- |
| Kritiken                   |                            |
| Quelle                     | Bewertung                  |
| laut.de                    | [ 3 ]                      |

Manuel Berger von laut.de bewertete das Album mit drei von möglichen fünf Punkten. Es demonstriere, dass Frei.Wild „ihre Fans begeistern und eine gute Liveband sind,“ wobei „die Atmosphäre recht gut ins heimische Wohnzimmer“ transportiert werde. Allerdings „verschwimmen die Stücke stellenweise zu einem einzigen Einheitsbrei“ und kämen nicht so gut rüber wie auf dem Studioalbum Feinde deiner Feinde. Insgesamt sei Live in Frankfurt aber „ein gelungenes und vor allem authentisches Livezeugnis.“